# Araçarí cresp
L'araçarí cresp (Pteroglossus beauharnaesii) és una espècie d'ocell de la família dels ramfàstids (Ramphastidae) que habita la selva humida de l'est del Perú, nord de Bolívia i oest amazònic del Brasil.